# Empuzjon
Empuzjon è un romanzo del 2022 della scrittrice polacca Olga Tokarczuk.

## Storia editoriale
Scritta durante la pandemia di COVID-19 in risposta a La montagna incantata di Thomas Mann, l'opera è il primo romanzo pubblicato dall'autrice dopo aver vinto il Premio Nobel per la letteratura nel 2018. Il titolo è un riferimento alle empuse, mostri femminili della mitologia greca citati ne Le rane di Aristofane.
Dopo la pubblicazione in Polonia nel giugno 2022, il romanzo è stato tradotto in diverse lingue, tra cui l'ucraino, il tedesco, il francese e l'inglese.

## Trama

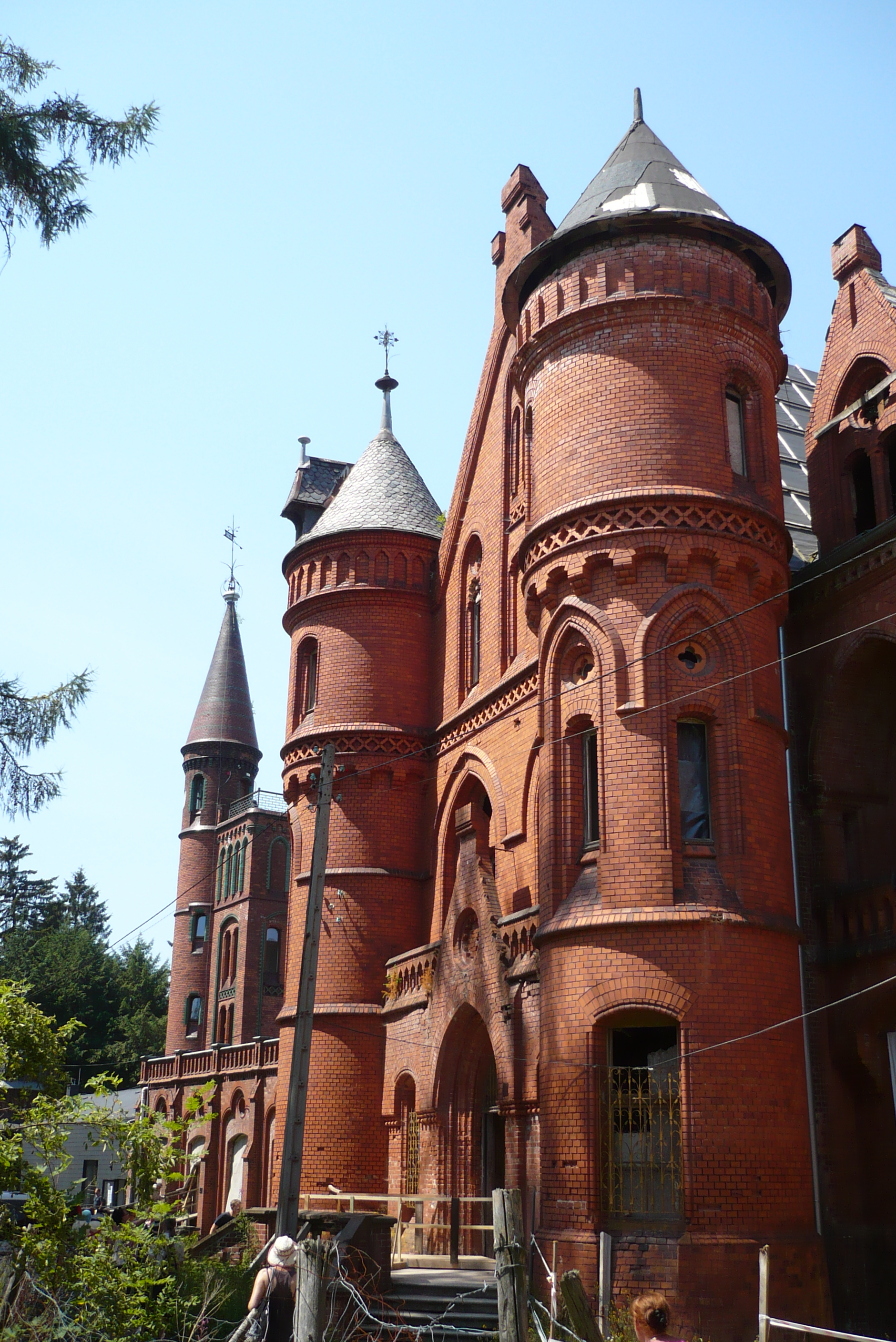
Il sanatorio di Görbersdorf (odierna Sokołowsko)

Nel settembre 1913 Mieczysław Wojnicz, un giovane studente di ingegneria polacco, arriva al sanatorio di Görbersdorf (Bassa Slesia) per farsi curare dalla tubercolosi che lo ha costretto a interrompere gli studi a Leopoli. Dato che il sanatorio è al completo, Wojnicz alloggia al pensionato per soli uomini gestito da Wilhelm Opitz, dove incontra gli altri pensionanti: il filologo austriaco e appassionato umanista August August, il teosofista Walter Frommer, il devoto cattolico Longin Lukas e il giovane Thilo von Hahn, uno studente di belle arti e pittore paesaggista affetto da una forma particolarmente grave di tisi.
A Wojnicz vengono prescritte dal dottor Semperweiss lunghe passeggiate, cure termali e pasti abbondanti, dato che l'aria di montagna che si respira a Görbersdorf è sufficiente a risanare i polmoni. Poco dopo il suo arrivo, Wojnicz è sconvolto dal suicidio di Frau Opitz, moglie di Wilhelm, che viene rapidamente sepolta e dimenticata nel disinteresse generale. Il giovane però, turbato dalla morte e affascinato dalla donna, continua a visitare in segreto la stanza lasciata dalla padrona di casa.
I pensionanti trascorrono il tempo in accesi (seppur sconclusionati) dibattiti su argomenti storici, artistici, religiosi e filosofici, lasciando sempre emergere una profonda e radicata misoginia. Queste conversazione si accompagnano ad abbondanti bevute di Schwämerei, un liquore locale vagamente allucinogeno. Thilo, a cui per vicinanza in età e sensibilità Wojnicz si è legato, avverte il nuovo arrivato che ogni anno, ai primi di novembre, un giovane uomo muore misteriosamente nelle foreste che circondano Görbersdorf.
Inizialmente Wojnicz pensa che queste affermazioni siano deliri dovuti alla fase terminale della malattia, ma una visita al cimitero locale – ricco di tombe di uomini morti a inizio novembre – prova la veridicità del racconti di Thilo. Durante una passeggiata tra i boschi, Wojnicz vede anche dei tuntschi, rozzi fantocci dalle sembianze femminili che gli uomini del luogo (principalmente carbonai e boscaioli) hanno l'abitudine di creare per sopperire all'assenza di donne.
La malattia di Thilo degenera e, mentre ottobre giunge al termine, il giovane muore, lasciando all'amico Wojnicz un quadro di Herri met de Bles che i due avevano discusso: Thilo infatti usava il dipinto per spiegare le forze oscure e misteriose dei paesaggi, capaci addirittura di uccidere. August August intanto scopre il segreto di Wojnicz, l'intersessualità a cui il padre January aveva cercato una cura sin dalla primissima infanzia del figlio.
Frommer, uno degli altri pensionanti, mette in guardia il giovane, condividendo con lui i suoi sospetti e ricerche: come aveva raccontato Thilo, ogni anni un uomo viene ucciso nei boschi, ma mentre inizialmente le vittime erano esclusivamente abitanti del luogo, essi ultimamente si erano organizzati affinché l'entità oscura che abita la foresta scegliesse come vittima uno dei pazienti del sanatorio. Frommer sospetta che Thilo fosse la vittima designata, ma che la sua morte abbia spinto gli oriundi a concentrarsi proprio su Wojnicz.
Alla prima luna di novembre, Wojnicz viene attirato fuori dal pensionato con futili pretesti e viene catturato dai carbonai della zona, che lo trascinano nei boschi e lo legano a un albero per offrirlo in sacrificio ai tuntschi. Tuttavia, le creature rifiutano l'offerta e invadono la cittadina, dove tutti gli uomini vengono presi da una misteriosa frenesia al termine della quale Opitz, che aveva organizzato il sacrificio di Wojnicz, viene fatto a pezzi dalla creature. Rimasto solo nella pensione, Wojnicz torna ancora in camera di Frau Opitz e, come molte altre volte in passato, ne indossa i vestiti: tuttavia, questa volta assume definitivamente l'identità di Klara Opitz e, con i suoi abiti e documenti, lascia Görbersdorf per l'ultima volta.

## Personaggi
- Mieczysław Wojnicz: è il protagonista, un giovane studente polacco di ingegneria idraulica a Leopoli, costretto a interrompere gli studi a causa della tubercolosi.
- Wilhelm "Willi" Opitz: proprietario della pensione.
- Raimund: giovane assistente di Opitz.
- Longin Lukas: cattolico tradizionalista e insegnante di ginnasio a Königsberg.
- August August: filologo classico viennese, umanista e socialista.
- Walter Frommer: teosofista da Breslavia.
- Thilo von Hahn: studente di belle arti di Berlino, omosessuale e malato terminale.
- Dottor Semperweiss: medico di Waldenburg, assunto dal sanatorio e con interessi per la moderna branca della psicoanalisi.
- György: trentenne filosofo di Berlino, compagno di Thilo.
- Klara Opitz: quarta moglie di Opitz.

## Adattamenti
Una riduzione teatrale del romanzo, scritta e diretta da Robert Talarczyk, è stata portata al debutto al Teatr Śląski di Katowice nel maggio 2023.

## Edizioni
- (PL) Empuzjon, Wydawnictwa Literackiego, 2022, ISBN 978-83-08-07577-7.